# النشاط الشبابي

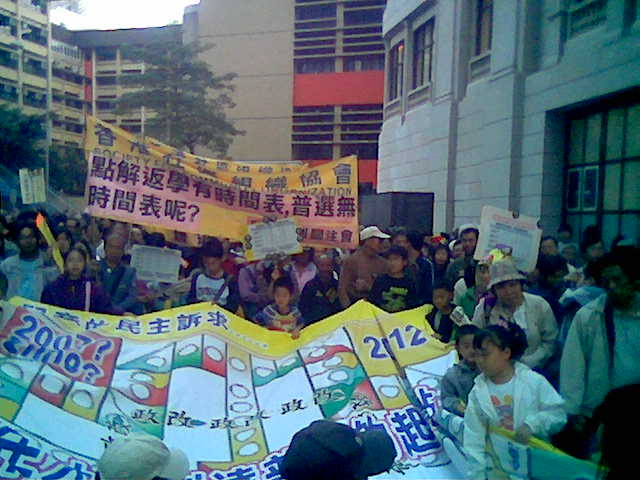

يتجسد الدور المجتمعي للشباب في مشاركتهم في التنظيم المجتمعي من أجل التغيير الإيجابي له.
وتتركز مشاركة الشباب؛ في التغيير الاجتماعي للنشاط الموجه نحو قضايا كثيرة، والتي قد تكون أهم من السياسة الحزبية أو الإنتخابية.
يقوم الشباب بأدوار قيادية كثيره بعدة مجالات أهمها:
- في الاحتجاجات العامه والدعوة للأنشطة المناهضة للحروب.
- كما يكافح الشباب الجريمة والفساد الحكومي.
ويظهر أيضا دور الشباب بالتعليم المناهض للجنس، والرقابة المناهضة للحكومة:
وبصفه عامة يتجلى دور الشباب بشكل موسع بالوسائل التعليمية، ووسائل النقل العام؛ حيث غيرت التكنولوجيا والوسائط الرقمية؛ الطريقة التي يشارك بها الشباب في النشاط العالمي .

فالشباب هم الأكثر نشاطاً وفاعليةً عن الأجيال الأكبر سناً في وسائل الإعلام.